# Волиш ли ме ти
Волиш ли ме ти је назив седмог албума Индире Радић. Ово је био трећи албум који је издала за продукцијску кућу Зам, у коју је прешла 1996. године. Волиш ли ме ти је тада био најуспешнији албум у њеној каријери, а она је отишла на још једну турнеју по Југославији.

## Песме
На албуму се налазе следеће песме: